# 髭鲷属
髭鲷属（學名：Hapalogenys）是髭鲷科的唯一属，属辐鳍鱼纲松鲷目。传统上归类于鲈形目石鲈科。

## 分类
本属传统上归类于鲈形目石鲈科，但后来的分子遗传学分析显示本属与石鲈属的关系甚远，反而与松鲷属关系亲近。2017年发表的《硬骨鱼系統分类》将本属独立成一科，列于松鲷目之下，松鲷目也是鲷形目的姐妹群。
由于松鲷目三个科各只有一属，因此也有学者选择直接将本属归入松鲷科。

### 内部分类
本属现有8个受承认的物种，如下：
- 橫帶髭鯛 Hapalogenys analis
- 澳洲條紋髭鯛 Hapalogenys dampieriensis
- 菲律賓暗髭鯛 Hapalogenys filamentosus
- 安达曼髭鯛 Hapalogenys merguiensis
- 岸上氏髭鯛 Hapalogenys kishinouyei ：又稱縱帶髭鯛。
- 斑髭鯛 Hapalogenys nitens
- 栴氏髭鯛 Hapalogenys meyenii
- 黑鰭髭鯛 Hapalogenys nigripinnis ：又稱斜帶髭鯛、髭鯛。
- 長鬚髭鯛 Hapalogenys sennin